# Gymnura micrura
Gymnura micrura е вид акула от семейство Gymnuridae.

## Разпространение и местообитание
Видът е разпространен в Белиз, Бразилия, Венецуела, Гамбия, Гватемала, Гвиана, Демократична република Конго, Камерун, Колумбия, Коста Рика, Мексико, Никарагуа, Панама, САЩ (Алабама, Вирджиния, Джорджия, Луизиана, Мериленд, Мисисипи, Северна Каролина, Тексас, Флорида и Южна Каролина), Сенегал, Сиера Леоне, Суринам, Тринидад и Тобаго, Френска Гвиана и Хондурас.
Обитава крайбрежията на полусолени водоеми, морета, заливи и лагуни.